# Bernard 190
Dimensions
Le Bernard 190 ou Bernard-Hubert 190 était un avion de ligne français de 1928. 

## Conception
C'était un monoplan à aile haute cantilever  de configuration classique, basé sur le Bernard 18. Comparé à son prédécesseur, il a gardé la même conception de base, avec un empennage redessiné, une cabine élargie, et offrait à son équipage un cockpit complètement fermé. 
En outre, comme son prédécesseur, le modèle de base d'avion de ligne a fourni la base à un avion longue distance devant être utilisé pour des tentatives de record : le Bernard 191 GR (pour Grand Raid).

## Histoire opérationnelle
Les huit 190T ont servi la CIDNA sur diverses lignes européennes, mais le 190 est surtout connu pour les exploits des trois 191 GR.
Le premier construit a été utilisé par Louis Coudouret dans une tentative de traversée de l'Atlantique Nord en août 1928. Cette tentative a échoué lorsque l'avion a refusé de quitter le terrain à Paris, et a ensuite été renvoyé d'Espagne, les autorités refusant de permettre le vol. Le 7 juillet de l'année suivante, Coudouret s'est écrasé avec l'avion près d'Angoulême.
Le deuxième exemplaire a été utilisé pour la première traversée aérienne française de l'Atlantique Nord. Peint en jaune lumineux et surnommé Oiseau Canari, il a quitté Old Orchard Beach, dans le Maine, le 13 juin 1929 piloté par Jean Assollant, René Lefèvre et Armand Lotti, il a achevé la traversée vers Oyambre, près de Comillas, Cantabrie, Espagne, en 29 heures 52 minutes, avec même un passager clandestin (Arthur Schreiber) à bord. Cet avion est aujourd'hui conservé au Musée de l'Air et de l'Espace.
Le troisième 191GR a été utilisé par Antoine Paillard qui a établi deux records du monde de vitesse, sur 100 km avec une charge utile de 2 000 kg, et sur 1 000 km avec une charge utile de 1 000 kg.

## Variantes
190T
Avion monomoteur, propulsé par un moteur en étoile Gnome et Rhône 9A de 358 kW (480 ch) (construit sous licence Bristol Jupiter).
191GR
Avion de compétition à moteur Hispano-Suiza 12Lb (en). Trois construits : No.1, No.2 et No.3.
192T
Avion postal, exemplaire unique pour l'Aéropostale.
193T
Avion de transport, moteur Lorraine 12Eb de 336 kW (451 ch). Un seul construit.
197GR
Démonstrateur de moteur commandé par Lorraine-Dietrich. Perdu vers Rangoun le 26 février 1929.